# 스피드 메탈

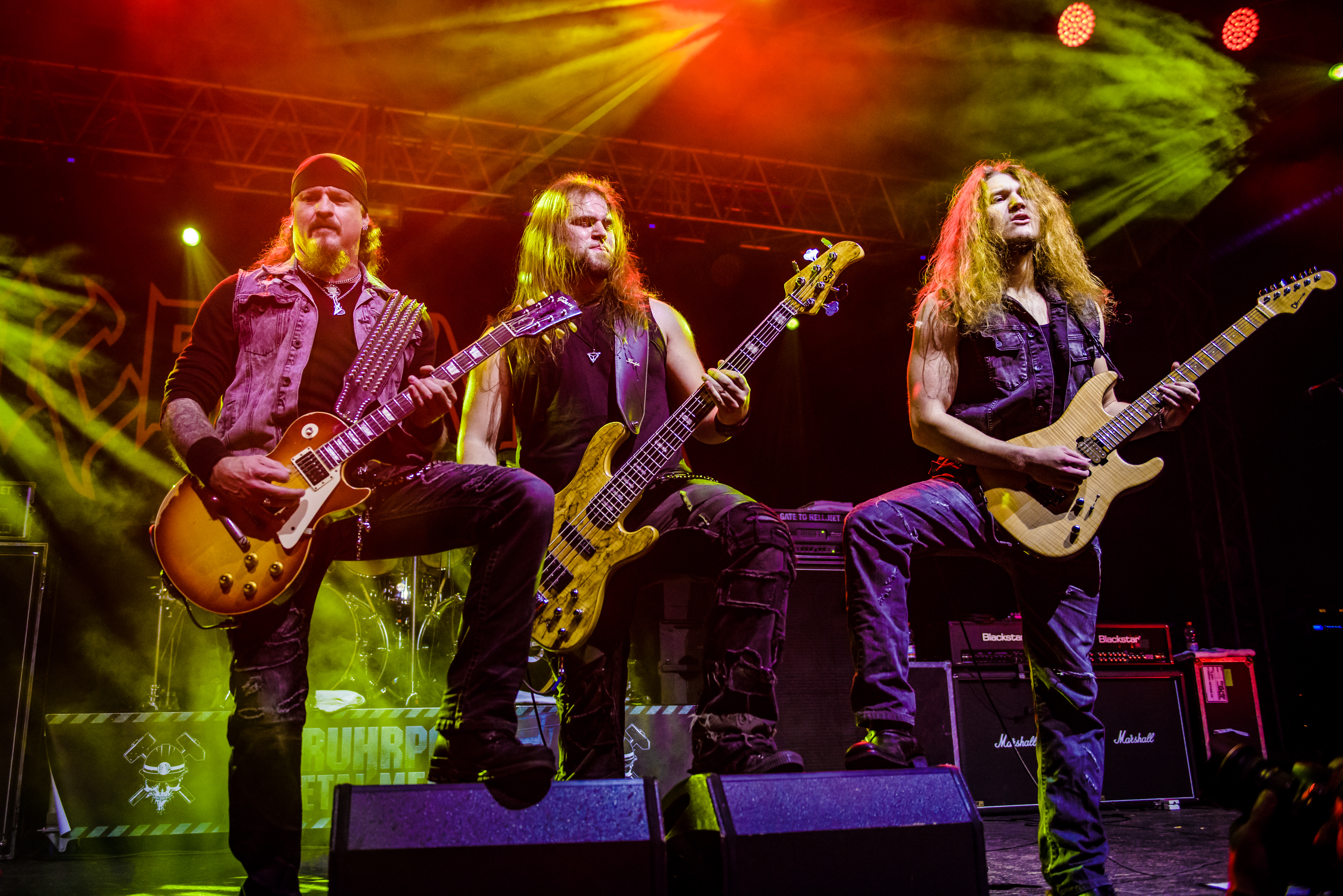

스피드 메탈(Speed metal)은 헤비 메탈의 하위장르로, 1970년대 후반 NWOBHM과 하드코어 펑크에서 유래하였다. 올뮤직에서는 "매우 빠르고 거칠며 기술적으로 까다로운" 음악으로 설명한다.
일반적으로 스래시 메탈보다 덜 거칠고 멜로디한 것으로 간주되어 하드 코어 펑크의 영향이 적다. 그러나 스피드 메탈은 일반적으로 전통적인 헤비메탈보다 빠르고 공격적이며 거장 솔로 연주에 더 많은 성향을 보이며 커플릿 사이에 짧은 악기 악절이 특징이다. 스피드 메탈 노래는 표현력이 풍부한 보컬을 자주 사용하지만 일반적으로 스래시 메탈 노래보다 "거친" 보컬을 사용할 가능성이 적다.